# Robert de Jumièges
Vous lisez un « bon article » labellisé en 2019.
Robert de Jumièges ou Robert Champart (mort entre 1052 et 1055) est un prélat normand du XIe siècle.
Prieur de l'abbaye Saint-Ouen de Rouen, Robert devient abbé de l'abbaye de Jumièges en 1037 et y supervise la construction d'une nouvelle abbatiale dans le style roman. Il se lie d'amitié avec le prince anglais Édouard le Confesseur, qui monte sur le trône d'Angleterre en 1042 et nomme Robert évêque de Londres en 1044, puis archevêque de Cantorbéry en 1051. Il est le premier Normand à occuper ce siège, mais son archiépiscopat ne dure que dix-huit mois. Durant cette période, il s'attire l'inimitié du puissant comte Godwin de Wessex en essayant de lui reprendre des domaines qui dépendaient historiquement de Cantorbéry. Il finit par être chassé du royaume et déposé en septembre 1052. Revenu à Jumièges, il y meurt à une date inconnue, peut-être le 26 mai 1055.
D'après le chroniqueur normand Guillaume de Jumièges, Robert serait retourné en Normandie en 1051 ou en 1052 pour informer le duc Guillaume qu'Édouard souhaitait lui léguer le trône d'Angleterre. Les historiens s'interrogent sur la date exacte de ce voyage, si tant est qu'il ait effectivement eu lieu. Le traitement de Robert par les Anglais est l'une des raisons invoquées par Guillaume le Conquérant pour sa conquête de l'Angleterre en 1066.

## Biographie

### Abbé

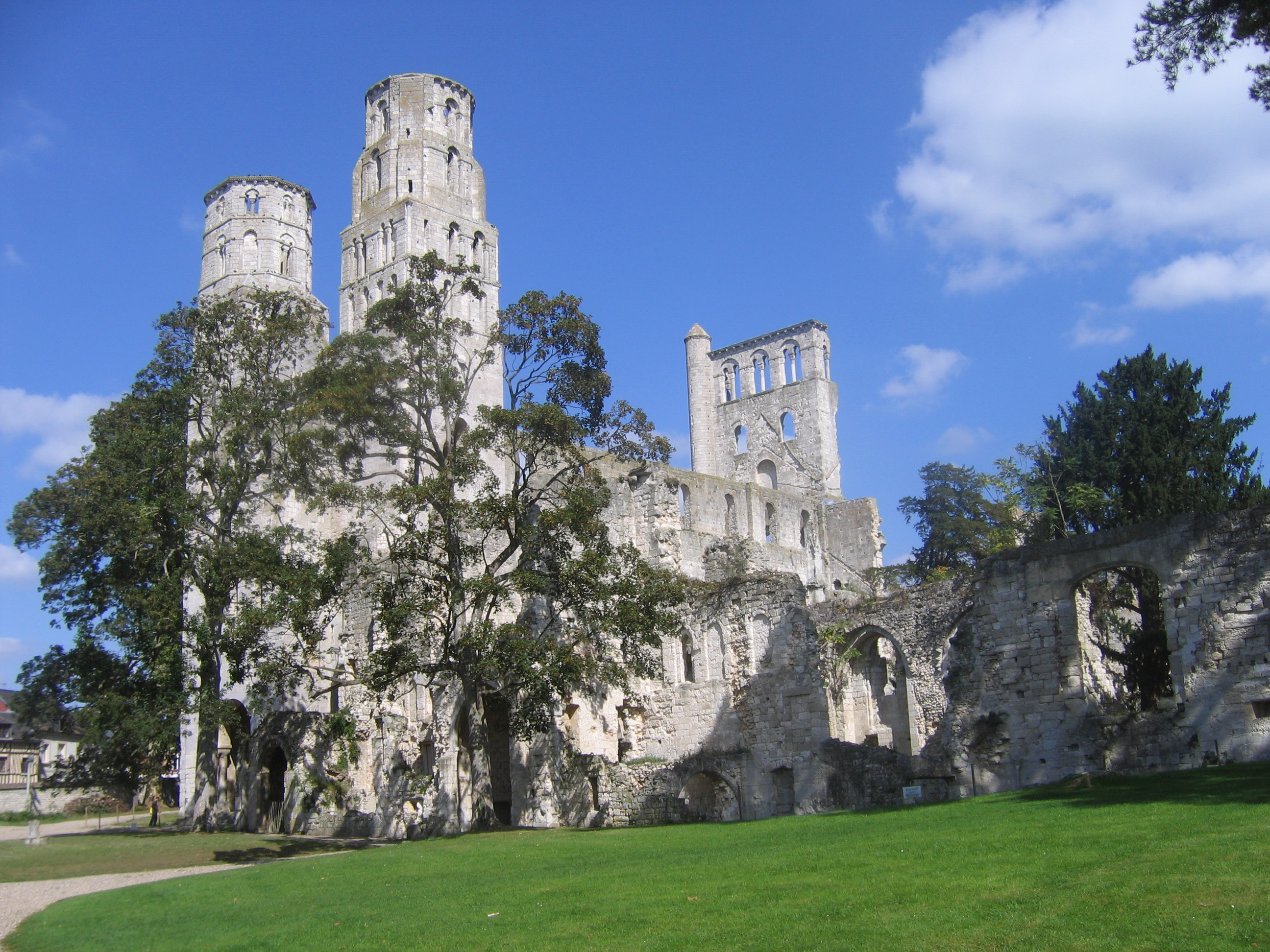
Les ruines de l'abbaye de Jumièges.

Robert de Jumièges apparaît dans les sources en tant que prieur de l'abbaye de Saint-Ouen, à Rouen. C'est en cette qualité qu'il signe la charte de fondation de l'abbaye de Conches, en 1035, à la place de l'abbé Herfast. En avril 1037, il arrive à la tête de l'importante abbaye Saint-Pierre de Jumièges. Il est nommé par son prédécesseur, l'abbé Guillaume, auquel il est apparenté. Durant son abbatiat, il entreprend la construction de l'abbatiale Notre-Dame dans le style roman. Robert de Jumièges est également appelé Robert Champart ou Chambert, un nom qui fait sans doute référence au champart, l'impôt seigneurial prélevé en nature sur la récolte. La Chronique anglo-saxonne l'appelle « Robert le Français », mais Jean de Worcester le décrit comme Normand d'origine. 
C'est probablement dans les années 1030 que Robert se lie d'amitié avec le prince anglais Édouard, qui vit alors en exil en Normandie. Fils du roi Æthelred le Malavisé et de la princesse normande Emma, Édouard est envoyé pour plus de sécurité hors d'Angleterre après la conquête du trône par le Danois Knut le Grand en 1016. Édouard passe le quart de siècle qui suit en exil et réside un certain temps dans la région de Jumièges. Il fait par la suite des dons à cette abbaye.

### Évêque et archevêque

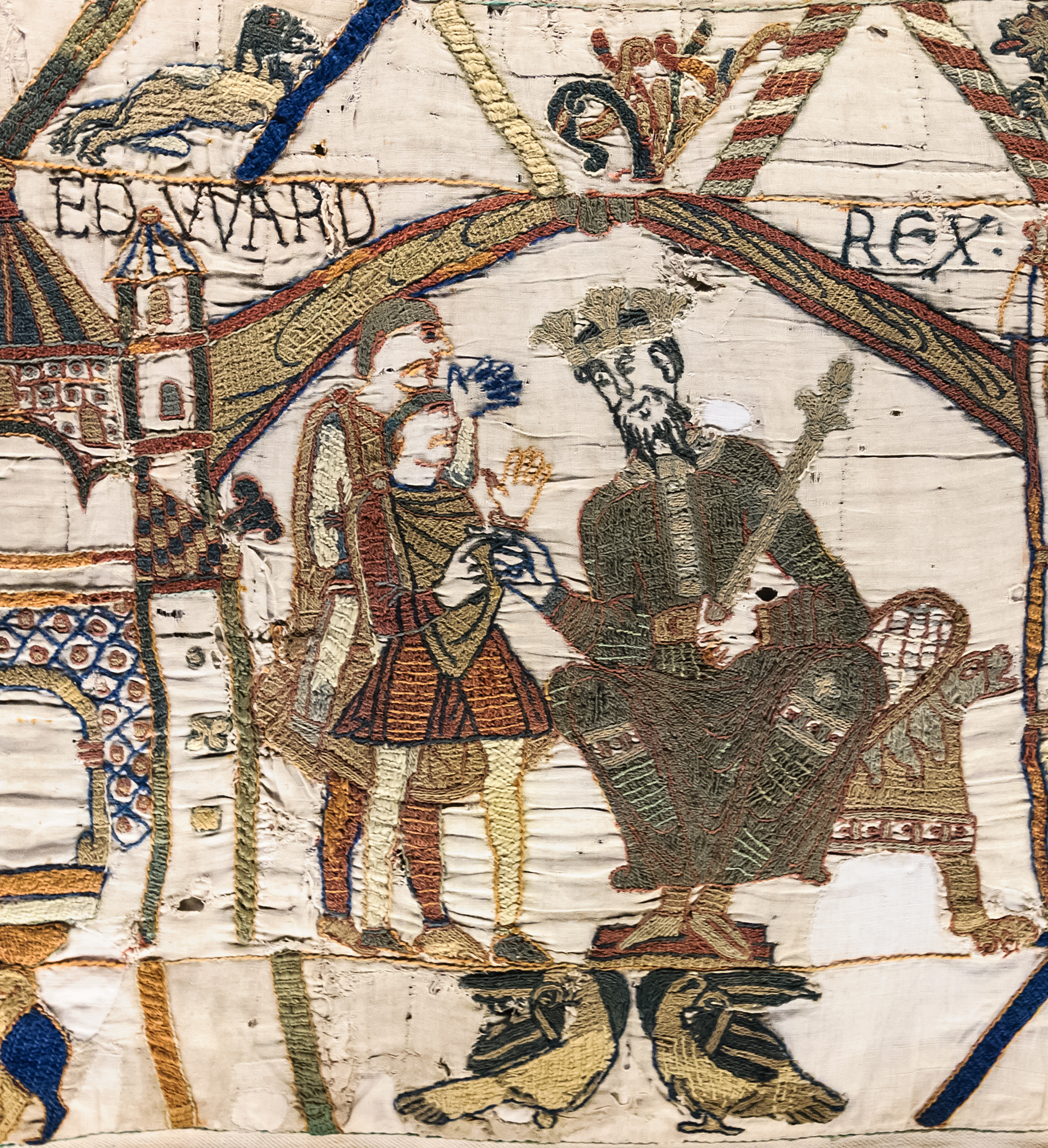
Édouard le Confesseur sur la tapisserie de Bayeux.

En 1041, Édouard est rappelé en Angleterre par Hardeknut, le dernier fils de Knut le Grand, qui souhaite apparemment faire de lui son héritier. Robert l'accompagne dans ce voyage. Édouard succède sans heurt à Hardeknut après sa mort, le 8 juin 1042. Il profite d'une des premières vacances épiscopales de son règne pour nommer Robert évêque de Londres en 1044. Robert cumule brièvement cette charge avec celle d'abbé de Jumièges, où un certain Geoffroy est élu pour lui succéder en 1045.
Le nouvel évêque reste proche d'Édouard et dirige un parti opposé aux visées du comte Godwin de Wessex, le beau-père du roi, qui s'efforce d'accroître la puissance de sa famille. La Vita Ædwardi regis, une hagiographie du roi rédigée peu après sa mort, décrit Robert comme le conseiller le plus puissant et le plus proche d'Édouard. Il semble avoir œuvré en faveur d'un rapprochement avec le duché de Normandie. Le roi, qui a passé sa jeunesse en Normandie, invite de nombreux Normands en Angleterre et passe apparemment beaucoup de temps en leur compagnie. L'influence de Robert sur Édouard est illustrée par une anecdote dans les Annales de Wintonia selon laquelle le roi le croirait s'il lui disait qu'un corbeau noir est blanc.
L'archevêque de Cantorbéry Eadsige meurt en octobre 1050. Son siège reste vacant pendant cinq mois. Pour lui succéder, le chapitre de chanoines de la cathédrale élit un moine de Cantorbéry, Æthelric, qui appartient à la famille du comte Godwin,. Le roi ignore ce choix et procède à la nomination de Robert à l'archevêché l'année suivante. L'élection d'Æthelric reflète probablement le désir de Godwin d'étendre son influence sur Cantorbéry, tout comme la nomination de Robert permet à Édouard de réaffirmer l'autorité traditionnelle des rois anglais sur ce siège. Malgré l'opposition des moines de Cantorbéry, c'est finalement le roi qui l'emporte. Robert se rend à Rome pour recevoir son pallium des mains du pape Léon IX, puis rentre en Angleterre pour être sacré le 29 juin 1051 à Cantorbéry. D'après certains chroniqueurs normands, il serait passé à la cour du duc Guillaume de Normandie durant son voyage à Rome pour l'informer que le roi souhaitait faire de lui son héritier. Cette décision aurait été prise pendant le carême, lors du même conseil royal ayant abouti à la nomination de Robert comme archevêque.
Après son retour, Robert refuse de sacrer Spearhafoc, abbé d'Abingdon et orfèvre royal, qui a été élu pour lui succéder comme évêque de Londres. Il affirme que Léon IX lui a interdit de procéder au sacre, probablement pour cause de simonie, une pratique condamnée peu de temps auparavant par le pape. Les motifs de Robert ne sont pas entièrement désintéressés : il cherche sans doute à favoriser son propre candidat au siège épiscopal de Londres, un Normand nommé Guillaume. Il finit par obtenir gain de cause et c'est Guillaume qui est sacré en lieu et place de Spearhafoc, qui fuit le pays,.
Robert découvre rapidement que Godwin détient des terres qui appartenaient historiquement à Cantorbéry, mais il ne parvient pas à les récupérer devant les tribunaux du comté. Le comte capte également une partie des revenus du Kent au détriment de l'archevêché, une situation qui remonte à l'époque d'Eadsige, mais ici aussi, Robert échoue à rétablir ses droits. Ces querelles contribuent à envenimer les relations entre Godwin et Robert, dont les démarches menacent la situation politique et économique du comte dans le Kent. Les tensions entre les deux hommes éclatent à l'occasion d'un conseil tenu à Gloucester au mois de septembre 1051, durant lequel Robert accuse Godwin de comploter pour assassiner le roi. Le comte est particulièrement vulnérable à cette accusation dans la mesure où quelque temps auparavant, en 1036 ou 1037, il a été impliqué dans l'exécution d'Alfred, le frère d'Édouard. La méfiance du roi vis-à-vis de Godwin manque de dégénérer en conflit ouvert avant que le comte et ses fils ne fuient l'Angleterre. Robert en profite pour récupérer la charge de shérif du Kent, probablement en s'appuyant sur le précédent établi par l'archevêque Eadsige.

### Conseiller du roi

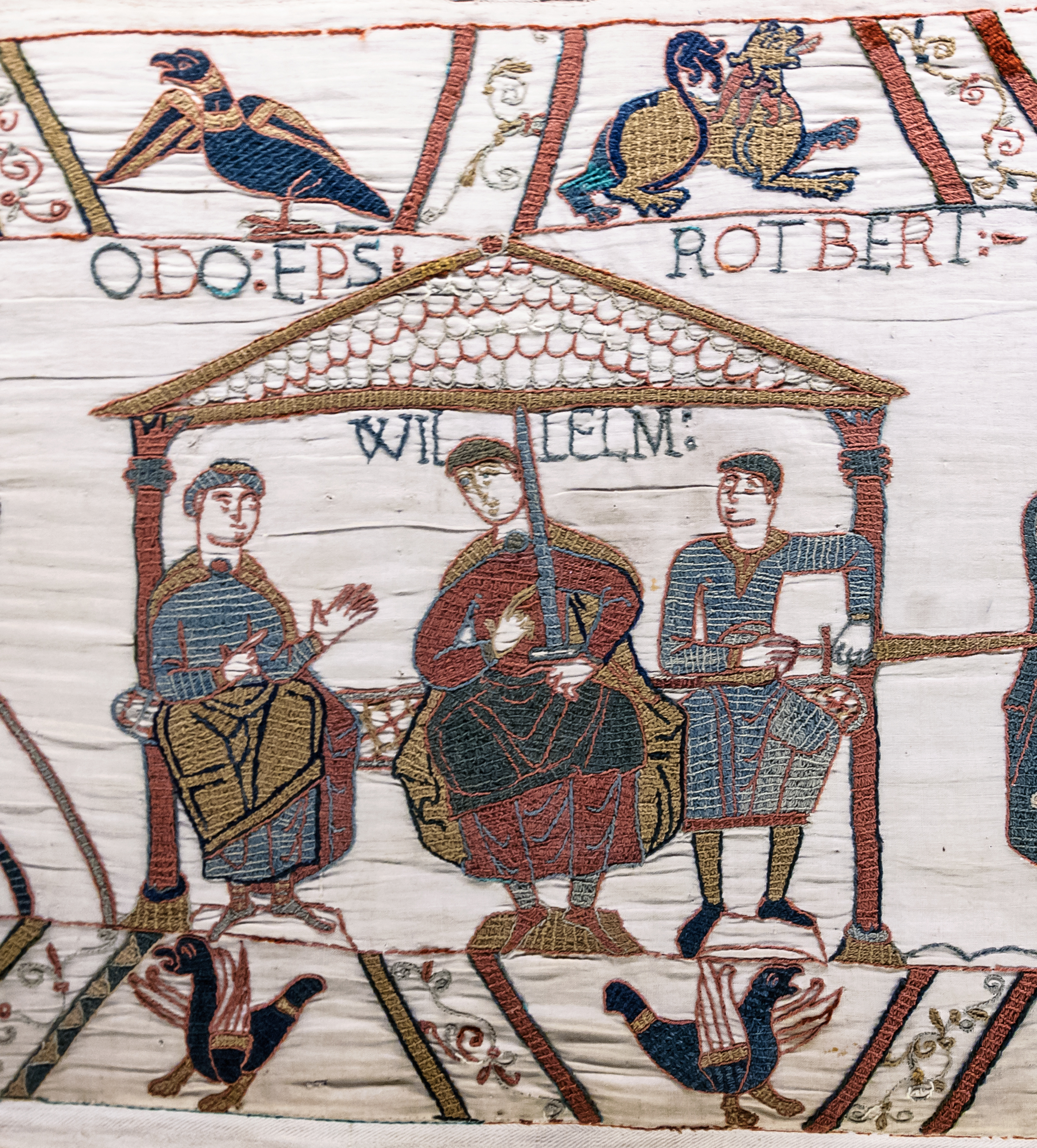
Guillaume de Normandie sur la tapisserie de Bayeux.

La Vita Ædwardi regis affirme que Robert tente de convaincre le roi de divorcer d'Édith, la fille de Godwin, pendant l'exil de ce dernier. Édouard refuse et se contente d'envoyer sa femme dans un couvent. Il s'agit cependant d'une source partiale qui cherche à dépeindre le roi comme un saint. Elle met donc l'accent sur le célibat volontaire d'Édouard, un fait que ne vient confirmer aucune autre source. Pour les historiens modernes, il est plus vraisemblable que le roi, poussé par Robert, ait cherché à divorcer d'Édith, ou au moins à se débarrasser d'elle, pour se remarier et avoir des enfants susceptibles de lui succéder sur le trône,.
Durant l'exil de Godwin, Robert aurait été envoyé en mission auprès du duc Guillaume de Normandie. La raison d'être de cette ambassade est incertaine. D'après Guillaume de Jumièges, Robert est chargé d'informer le duc que le roi souhaite faire de lui son héritier. Guillaume de Poitiers précise qu'il emmène avec lui deux otages de la famille de Godwin, son fils Wulfnoth et son petit-fils Hakon. En revanche, la Chronique anglo-saxonne ne mentionne aucune mission de cette sorte. L'histoire de la ou des missions que Robert est censé avoir effectuées en Normandie est confuse, d'autant que les chroniqueurs normands postérieurs à la conquête en font un récit teinté de propagande en faveur de la légitimité de Guillaume,. Il est donc difficile de dire si Robert s'est rendu en Normandie durant son voyage à Rome en 1051, après l'exil de Godwin, à ces deux occasions ou bien pas du tout,,.

### Chute et mort
Chassé d'Angleterre, Godwin se réfugie en Flandre, où il réunit une flotte et une armée de mercenaires afin de contraindre Édouard à accepter son retour. Durant l'été 1052, il rentre en force en Angleterre et rejoint ses fils, qui ont envahi le royaume depuis l'Irlande. Au mois de septembre, ils marchent sur Londres avant que ne débutent des négociations entre le comte et le roi avec l'aide de l'évêque de Winchester Stigand. Lorsqu'il devient clair que Godwin va être autorisé à revenir, Robert quitte précipitamment l'Angleterre. Accompagné des évêques normands Ulf de Dorchester et Guillaume de Londres, il emmène sans doute une nouvelle fois avec lui Wulfnoth et Hakon comme otages, sans que l'on sache s'il a l'autorisation du roi Édouard. Robert est déclaré hors-la-loi et déposé lors d'un conseil royal le 14 septembre 1052, car Godwin estime qu'il est, avec d'autres Normands de la cour, à l'origine de son exil. Robert se rend à Rome pour se plaindre auprès de Léon IX, qui lui aurait remis des lettres exigeant sa restauration d'après Guillaume de Malmesbury,. Stigand, qui lui succède à Cantorbéry, est condamné par plusieurs papes, mais il reste en place jusqu'après la conquête normande. Le comte Godwin, son fils Harold et la reine Édith, revenue à la cour, se partagent les biens personnels de Robert.
Robert meurt à Jumièges peu après sa déposition, mais la date exacte est incertaine. H. E. J. Cowdrey, auteur de la notice de Robert dans le Dictionary of National Biography, le fait mourir le 26 mai 1052 ou 1055. Véronique Gazeau reprend la date du 26 mai 1055, mais H. R. Loyn estime plus probable qu'il soit mort en 1053 et Ian Walker favorise une fourchette entre 1053 et 1055. L'ancien archevêque est inhumé en la nouvelle église de Jumièges, à gauche du grand autel,.

## Postérité
Le traitement de Robert est l'une des raisons avancées par Guillaume le Conquérant pour son invasion de l'Angleterre en 1066. D'après Ian Walker, c'est Robert qui, après son exil, aurait témoigné que Guillaume avait été choisi comme héritier par Édouard. David Douglas considère que Robert s'est contenté de transmettre la décision d'Édouard, probablement durant son voyage à Rome en 1051.
Plusieurs chroniqueurs médiévaux, dont l'auteur de la Vita Ædwardi regis, considèrent Robert comme seul responsable du conflit entre le roi et le comte Godwin. Le caractère exact de l'homme reste insaisissable, mais son comportement en tant qu'archevêque donne l'image d'un ambitieux dépourvu autant d'habileté politique que de ferveur religieuse.

## Robert et les arts

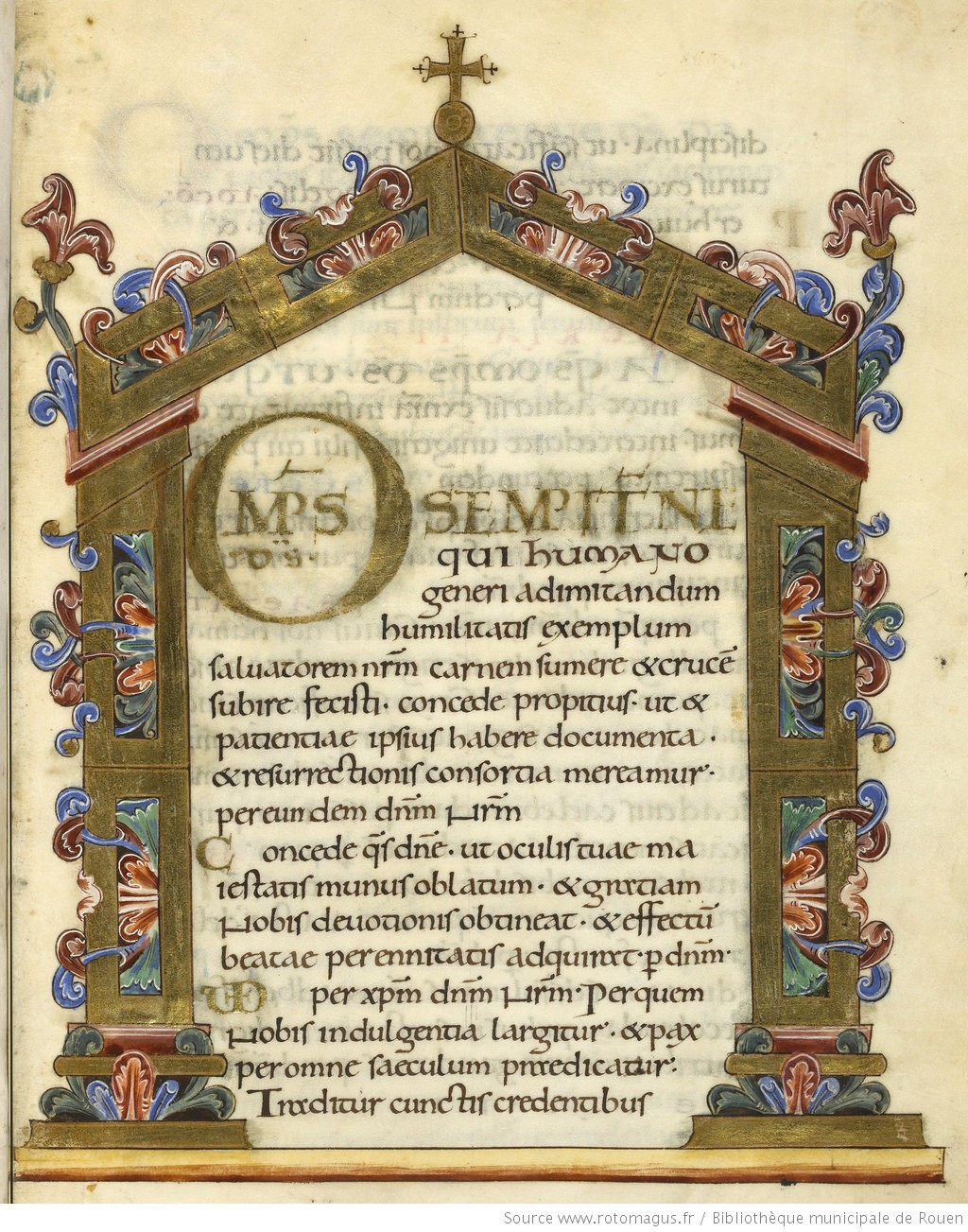
Une page du sacramentaire de Robert de Jumièges (MS Rouen BM 0274, f. 057).

Contrairement à son successeur Stigand, Robert ne figure pas parmi les grands mécènes des églises d'Angleterre. Bien au contraire, d'importants trésors anglais sont transférés à Jumièges à son époque, présageant le sort de nombreux objets après la conquête normande de l'Angleterre. Parmi les trésors emportés par Robert se trouve la tête de saint Valentin, une relique offerte peu avant aux moines de la cathédrale de Winchester par la reine Emma de Normandie. La tête de Winchester reste en place, mais une autre apparaît à Jumièges, ce qui suggère que tout ou partie de la relique a été retiré clandestinement du reliquaire de Winchester.

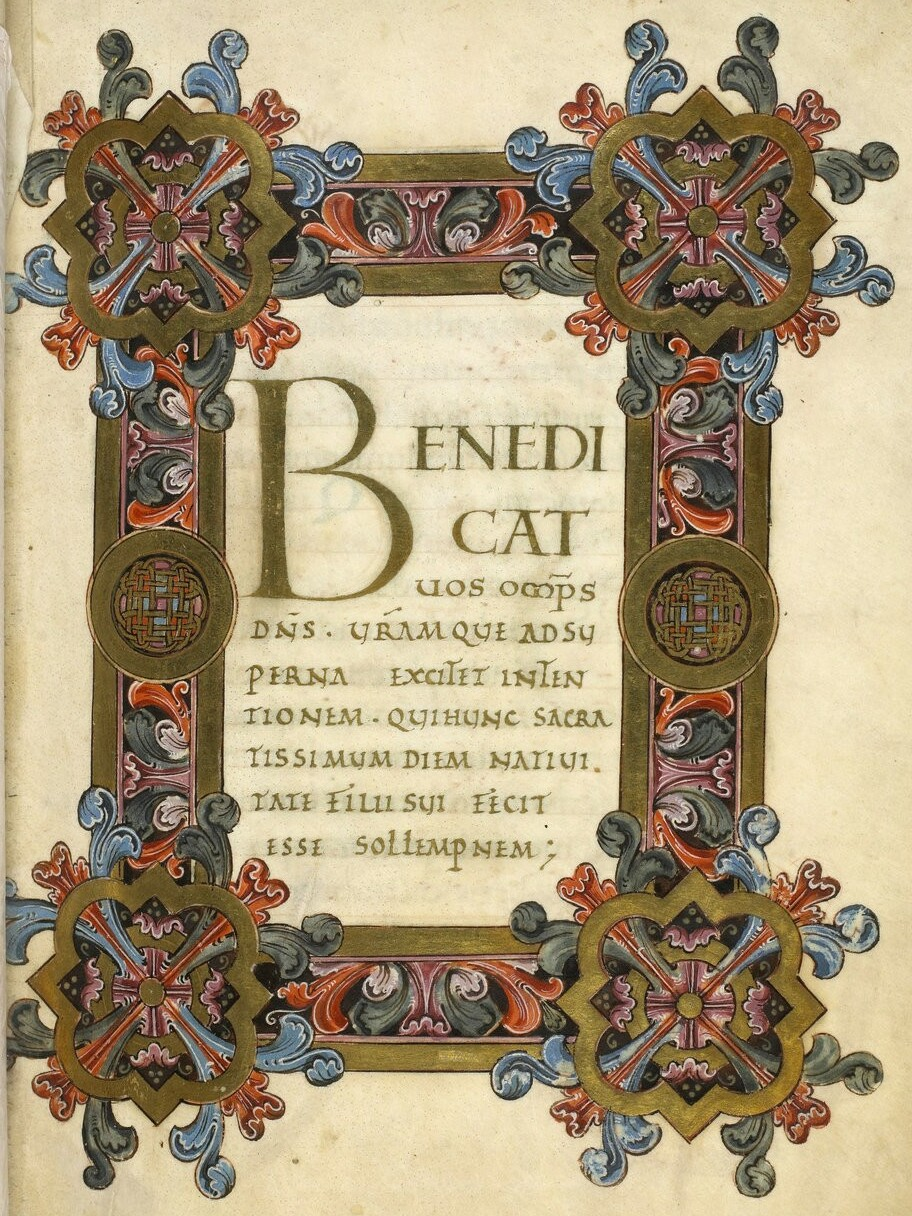
Une page du bénédictionnaire de l'archevêque Robert (MS Rouen BM 0369, f. 9r).

Deux des principaux manuscrits enluminés de la période anglo-saxonne tardive connaissent le même sort, ce qui leur vaut sans doute d'échapper à la destruction dans les incendies qui frappent les principales bibliothèques d'Angleterre par la suite. Le premier est un sacramentaire dit « Sacramentaire de Robert de Jumièges », qui comprend encore treize miniatures en pleine page et porte une inscription, apparemment de la main de Robert, qui enregistre le don du manuscrit à l'abbaye de Jumièges durant son épiscopat londonien, donc entre 1044 et 1051,. Le second est appelé « Bénédictionnaire de l'archevêque Robert », bien qu'il s'agisse en réalité d'un pontifical. Il comprend encore trois miniatures en pleine page, entre autres décorations. Sa production pourrait avoir été commanditée par Æthelgar, archevêque de Cantorbéry de 988 à 990, mais il est également possible que « l'archevêque Robert » soit en réalité Robert, frère d'Emma et archevêque de Rouen de 990 à 1037,. Ces chefs-d'œuvre de l'école de Winchester, tous deux conservés à la bibliothèque municipale de Rouen, comptent parmi les manuscrits anglo-saxons les plus finement enluminés ayant fini en Normandie, que ce soit avant ou après la conquête de 1066. Leur influence sur les productions locales, au style beaucoup moins développé, est surtout perceptible dans les lettrines figurant dans ces dernières.
Avant son départ pour l'Angleterre, Robert entreprend la construction d'une nouvelle abbatiale à Jumièges dans le style roman qui commence à devenir populaire, avec un massif occidental, innovation venue de Rhénanie. Il en poursuit la construction après son retour en Normandie, mais cette église n'est achevée qu'en 1067. Si le chœur est démoli, les tours, la nef et les transepts subsistent. La reconstruction de l'église de l'abbaye de Westminster par Édouard, qui en fait l'un des premiers exemples de style roman en Angleterre, témoigne sans doute de l'influence de Robert sur le roi,. Cette reconstruction débute vers 1050 et s'achève en 1065, peu avant la mort d'Édouard. Des maçons étrangers sont présents sur le chantier, comme le dénommé Teinfrith, et même si la plupart des noms d'ouvriers connus sont anglais, il est possible que Robert ait invité des maçons normands à Westminster. Une influence de Westminster sur Jumièges n'est pas à exclure au vu de la ressemblance entre leurs arcades, réalisées dans un style rare en Normandie. Leur style roman primitif est supplanté après la conquête normande par le roman classique que l'archevêque Lanfranc introduit à la cathédrale de Cantorbéry et à l'abbaye Saint-Étienne de Caen.